# Frederik Lausen
Frederik Lausen (født 25. august 1866 i Odense, død 18. februar 1959 i Herning) var en dansk direktør og filantrop.
Han var søn af bankdirektør Emil Lausen og hustru Magdalene f. Richardt, uddannet hos Stokkebye & Hvalsøe, på Grüners Handelsakademi og i Hamborg og London 1883-1891. 1892-1926 var han adm. direktør for Aarhus Oliefabrik.
Lausen huskes især for sit engagement for oprettelsen af et jysk universitet. Han finansierede allerede i 1919 indkøb i udlandet af naturvidenskabelige præparater til et kommende naturhistorisk museum i Aarhus (Naturhistorisk Museum blev oprettet 1921). Begrundelsen herfor var, at et sådant museum ville udgøre et trin hen mod et naturvidenskabeligt fakultet.
Han deltog i den skelsættende møde om et jysk universitet 1. marts 1919 og fik sæde i den nedsatte kommission, og sammen med professor Erik Arup skrev Lausen afsnittet i betænkningen om det såkaldte erhvervsfakultet. Han blev dog stærkt skuffet, da man i 1928 valgte at oprette et humanistisk fakultet først frem for Lausens foretrukne naturvidenskabelige fakultet. Senere donerede han imidlertid betydelige summer til opførelsen af de første bygninger. Det socialdemokratiske folketingsmedlem fra Aarhus, Axel Sneum, sagde om Frederik Lausen, at direktøren mere end nogen anden havde medvirket til, "at det store Erhvervslivs Folk [...] efterhaanden fik Interesse for det jydske Universitetsarbejde".
Frederik Lausen var desuden formand i repræsentantskab og bestyrelse for Aarhus Idrætspark 1920-25, medlem af Industrirådet 1920-27, brasiliansk vicekonsul fra 1918, medlem af repræsentantskabet i A/S Aarhus Privatbank, af bestyrelsen for A/S Frichs, Aarhus Oliefabrik og Plantageselskabet Sumatra.
Han ejede skovgodset og landstedet Clasonsborg, hvor han drev skovbrug og kartoffelavl og lod Axel Høeg-Hansen tegne en ny hovedbygning. Han blev gift 20. oktober 1893 med Marie, født von Düring 23. februar 1875 i Haderslev, død 1952, datter af ritmester Ernst von Düring og hustru Vilhelmine født Düring-Rosenkrantz.
Han er begravet på Aarhus Nordre Kirkegård.
Der findes et portrætmaleri af Augusta Thejll Clemmensen (1937, Clasonborg). Mindeplade af Axel Høeg-Hansen (1936, søjlehallen, Aarhus Stadion). Fotografi af M.A. Caprani.